# Thoriosa
Thoriosa là một chi nhện trong họ Ctenidae.